# San Miguel Ahuelican
San Miguel Ahuelican är en ort i Mexiko.   Den ligger i kommunen Ahuacuotzingo och delstaten Guerrero, i den sydöstra delen av landet, 200 km söder om huvudstaden Mexico City. San Miguel Ahuelican ligger 1 592 meter över havet och antalet invånare är 158.
Terrängen runt San Miguel Ahuelican är lite bergig. Runt San Miguel Ahuelican är det ganska glesbefolkat, med 43 invånare per kvadratkilometer. Närmaste större samhälle är Pochutla, 3,8 km norr om San Miguel Ahuelican. I omgivningarna runt San Miguel Ahuelican växer huvudsakligen savannskog.